# Réserve naturelle Pihla-Kaibaldi
 La réserve naturelle de Pihla-Kaibaldi est une réserve naturelle située sur l'île de Hiiumaa dans l'ouest de l'Estonie, dans le comté de Hiiu. Sa superficie est de 3780 hectares.  
La réserve naturelle protège une variété de types de paysages, comme les dunes de sable boisées, plusieurs types de tourbières et de bois marécageux. La plus grande zone de sable meuble d'Estonie (14 hectares) est située dans la réserve. La réserve naturelle est un habitat important pour plusieurs espèces menacées, par exemple l'Orchidée Bog, Ophrys mouche et Rhynchospora. 